# The Inevitable Defeat of Mister and Pete
The Inevitable Defeat of Mister and Pete è un film del 2013 diretto da George Tillman Jr..

## Distribuzione
Il trailer è stato distribuito il 20 agosto 2013. Il film è stato distribuito negli Stati Uniti l'11 ottobre 2013.